# San Antonio
San Antonio é uma cidade do estado americano do Texas. É a sede do Condado de Bexar e também possui área nos condados de Comal e Medina. Foi fundada em 1718 pelos espanhóis.
A cidade deve o seu nome a Santo António, pois uma expedição espanhola encontrou uma vila de índios no dia 13 de Junho, o dia de Santo António no calendário de santos. Foi construído na cidade o Alamo, local de resistência dos texanos na sua luta pela independência perante o México.
Com mais de 1,4 milhão de habitantes, de acordo com o censo nacional de 2020, é a segunda cidade mais populosa do estado e a sétima mais populosa do país. Quase 5% da população total do Texas vive em San Antonio.

## Geografia
De acordo com o Departamento do Censo dos Estados Unidos, a cidade tem uma área de 1 307 km², dos quais 1 292 km² estão cobertos por terra e 15 km² (1,1%) por água.

## Demografia
Desde 1900, o crescimento populacional médio, a cada dez anos, é de 33,6.

### Censo 2020
Segundo o censo nacional de 2020, a sua população é de 1 434 625 habitantes e sua densidade populacional é de 1 110,4 hab/km². Seu crescimento populacional na última década foi de 8,1%, bem abaixo do crescimento estadual de 15,9%. É a segunda cidade mais populosa do Texas e a sétima mais populosa dos Estados Unidos.
Possui 592 430 residências que resulta em uma densidade de 458,5 residências/km² e um aumento de 13,0% em relação ao censo anterior. Deste total, 9,1% das unidades habitacionais estão desocupadas. A média de ocupação é de 2,7 pessoas por residência.

### Censo 2010
Segundo o censo nacional de 2010, a cidade possui 1 327 407 habitantes, com cerca de 2,1 milhão habitantes na sua região metropolitana. Possui 524 246 residências que resulta em uma densidade de 439,1 residências/km².

## Esportes

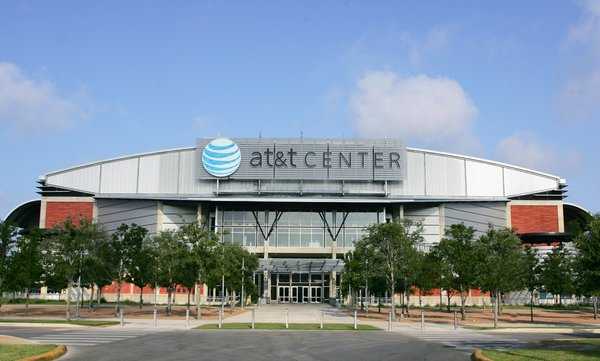
AT&T Center, casa do San Antonio Spurs.

San Antonio é a sede da franquia da equipe San Antonio Spurs, que é uma das principais da NBA, possuindo cinco títulos da liga. A cidade concorreu com o Rio de Janeiro-Brasil, para ser sede da 15ª edição dos Jogos Pan-Americanos, realizados em 2007, perdendo por uma diferença de nove votos para a cidade brasileira. É cidade natal do wrestler Shawn Michaels considerado por muitos um dos melhores lutadores de todos os tempos.
A cidade também tem o estádio Alamodome, estádio totalmente coberto que é a casa do time de futebol americano universitário UTSA Roadrunners e que já recebeu jogos do time da NFL New Orleans Saints em 2005 após o furacão Katrina.

## Mídia e entretenimento

### Mídia impressa
San Antonio possui um grande jornal, o San Antonio Express-News, que serve a região desde 1865. O Express-News circula atualmente como o maior serviço de jornal no sul do Texas. A Hearst Corporation, que era dona de um segundo jornal, o San Antonio Light, comprou o Express-News da News Corporation em 1992 e encerrou as atividades do Light após não encontrar compradores. O San Antonio Current é um jornal gratuito "alternativo" ao Express-News editado semanalmente com questões políticas locais, notícias de arte e música, críticas gastronômicas e informações sobre a vida noturna da região.  Além disso, o San Antonio Business Journal cobre notícias de negócios. La Prensa, uma publicação bilíngüe em inglês e espanhol, também circula na cidade.

### Televisão
Enquanto a cidade é uma das maiores dos Estados Unidos, o mercado de televisão na região está classificado na 37ª posição, conforme a Nielsen. Isso se deve à falta de subúrbios; a maior parte da população está sendo ou foi anexada à cidade propriamente. A televisão a cabo possui uma penetração de 65% no mercado local.

## Marcos históricos
O Registro Nacional de Lugares Históricos lista 139 marcos históricos em San Antonio, dos quais nove são Marcos Históricos Nacionais. Os primeiros marcos foram designados em 15 de outubro de 1966 e o mais recente em 27 de agosto de 2020. Alguns marcos são:
- Missão Concepción
- Missão San Francisco de la Espada
- Missão San José National Historic Site
- Missão San Juan Capistrano
- Parque Histórico Nacional das Missões de San Antonio

## Cidades irmãs
- Guadalajara, México
- Kaohsiung, Taiwan
- Kumamoto, Japão
- Kwangju, Coreia do Sul
- Las Palmas de Gran Canaria, Espanha
- Monterrey, México
- Santa Cruz de Tenerife, Espanha